# La Loggia
La Loggia is een gemeente in de Italiaanse provincie Turijn (regio Piëmont) en telt 6838 inwoners (31-12-2004). De oppervlakte bedraagt 12,8 km², de bevolkingsdichtheid is 534 inwoners per km².

## Demografie
La Loggia telt ongeveer 2689 huishoudens. Het aantal inwoners steeg in de periode 1991-2001 met 2,9% volgens cijfers uit de tienjaarlijkse volkstellingen van ISTAT.
| Jaar | Inwoneraantal |
| ---- | ------------- |
| 1991 | 6303          |
| 2001 | 6485          |

## Geografie
La Loggia grenst aan de volgende gemeenten: Moncalieri, Vinovo, Carignano.
1. ↑  https://demo.istat.it/?l=it.